# Zonta Award
De Zonta Award was een kleinkunst-stimuleringsprijs die tweejaarlijks werd uitgereikt aan een jonge vrouwelijke Nederlandse cabaretier (onder de 25 jaar). De prijs was een initiatief van de service-organisatie Zonta en het Koningstheater in 's-Hertogenbosch.

## Winnaars
- 2003 Sara Kroos[2]
- 2005 Wende Snijders[3]
- 2007 Katinka Polderman[3]

Aletta Jacobsprijs · Aletta van Nu Prijs · Anna Bijns Prijs · Colombina · Corrie Hermannprijs · Courbois-parel · Els Borst Netwerk Inspiratieprijs · Femme van het Jaar · Harriët Freezerring · Helena Rubinsteinprijs · Hilda van Suylenburg prijs · Johanna W.A. Naberprijs · Joke Smit-prijs · Kartiniprijs · Liesbeth van Dorsser Keusprijs · Liese Prokop-vrouwenprijs · Maria Tesselschadeprijs · Marie-Popelinprijs · Opzij Literatuurprijs · Opzij Top 100 -  Pieternel Rolprijs · Theo d'Or · Theo Mann-Bouwmeesterring · Theodora Niemeijer Prijs · Topvrouw van het jaar - De Triomf · Victorine Heftingprijs · Vrouw in de Media Award · Wilhelmina Druckerprijs · Women's Prize for Fiction · Zakenvrouw van het jaar · Zonta Award